# Soera Het Nieuws
Soera Het Nieuws is een soera van de Koran.
De soera is vernoemd naar het nieuws dat verkondigd wordt, waarvan de ongelovige Mekkanen zich afvragen wat het is. Dit nieuws is de boodschap van Mohammed. Verder spreekt de soera over de Dag des oordeels en zijn er uitgebreide beschrijvingen van de hel en het paradijs. Zo krijgen de mensen in de hel kokend water en etter te drinken. Voor de mensen in het paradijs zijn er tuinen en wijngaarden. Hier kunnen zij genieten van een welgevulde beker terwijl zij in het gezelschap van rondborstige hoeri's zijn.